# Huachacalla
Huachacalla es una localidad y municipio de Bolivia, capital de la provincia del Litoral del departamento de Oruro.
Fue designada como capital de la nueva provincia de Sud Carangas por Ley de 11 de noviembre de 1950 durante el gobierno de Mamerto Urriolagoitia, al dividirse la antigua provincia de Carangas. Posteriormente, al separarse la provincia de Sabaya (actual provincia del Litoral), Huachacalla quedó como capital de dicha provincia.

## Geografía
El municipio limita al norte y oeste con el municipio de Cruz de Machacamarca, al sur con el municipio de Esmerelda y al este con el municipio de Escara.
Su topografía es típica del altiplano, con un clima frío y seco, una temperatura media anual de 9 °C. El cerro Pacha Kkollu Quimsa Misa (4.702 m s. n. m.) es de los más imponentes del municipio. En su territorio se encuentra el río Lauca, de frecuente polémica en las relaciones internacionales con Chile.

## Demografía
De acuerdo con el censo boliviano de 2024, la población del municipio de Huachacalla es de 3 974 habitantes.
La población del municipio se cuadriplicó entre 1992 y 2024:
| Año  | Habitantes (municipio) | Fuente |
| ---- | ---------------------- | ------ |
| 1992 | 983                    | Censo  |
| 2001 | 1 650                  | Censo  |
| 2012 | 1 003                  | Censo  |
| 2024 | 3 974                  | Censo  |

## Economía
Gran parte de la población se dedica a la ganadería, especialmente a la cría de camélidos y ovinos. En lo referido al ganado camélido, se destaca el cuidado de llamas, en tanto los pobladores poseen conocimientos tradicionales acerca de la cría de esta especie animal por el alto valor en los mercados locales y nacionales, la misma que es comercializada en pie o faenada. En ese rubro, el municipio dispone de grandes extensiones de tierra para el cultivo de especies forrajeras destinadas a la ganadería extensiva.
Por igual, la agricultura se constituye en otra actividad importante, para lo cual cuenta con cultivos de papa, quinua, haba y hortalizas, productos que son destinados principalmente al consumo doméstico.